# Gare de Castelsarrasin
Gare de Castelsarrasin – stacja kolejowa w Castelsarrasin, w departamencie Tarn i Garonna, w regionie Oksytania, we Francji. Znajduje się na linii Bordeaux – Sète oraz Castelsarrasin – Beaumont-de-Lomagne.
Stacja jest obsługiwana przez pociągi TER Midi-Pyrénées (linia z Agen do Tuluzy) oraz Intercités między Bordeaux i Tuluzą.